# 南甸宣抚司署
南甸宣抚司署位于中国云南省德宏傣族景颇族自治州梁河县遮岛镇南甸社區南甸路103号，始建于清咸丰元年（1851年），历经三代土司的不断扩建，最后于民国二十四年（1935年）形成现在的规模。历史上的南甸宣撫司在雲南边地土司中影响深远，其辖地广阔，实力雄厚。土司头人龚氏，世袭为官二十九代，历时五百余年，影响甚大。现司署占地占地10652平方米，建筑面积7360平方米。建筑群按汉式衙署形式布置，由4个主院落、10个旁院落、47幢、149间房屋组成，规模宏大，是中国保护较为完好的土司衙署之一，被誉为“傣族故宫”。1996年12月公布为全国重点文物保护单位。 2004年被评为國家4A級旅遊景區。依托南甸宣抚司署建立有滇西土司文化博物馆，2015年11月8日正式开馆，截至2023年共有藏品140件（套），其中珍贵文物9件（套）。

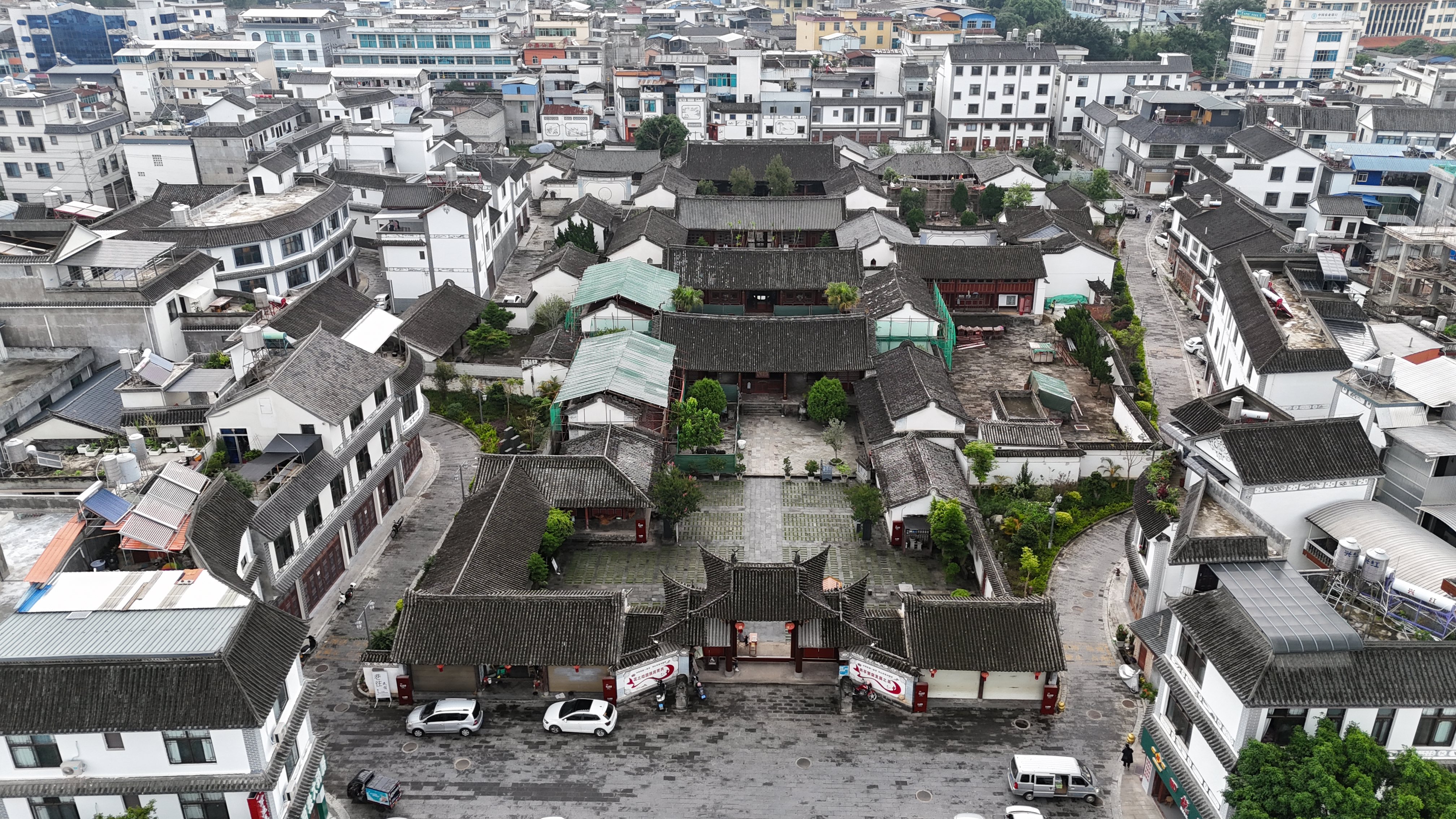
航拍
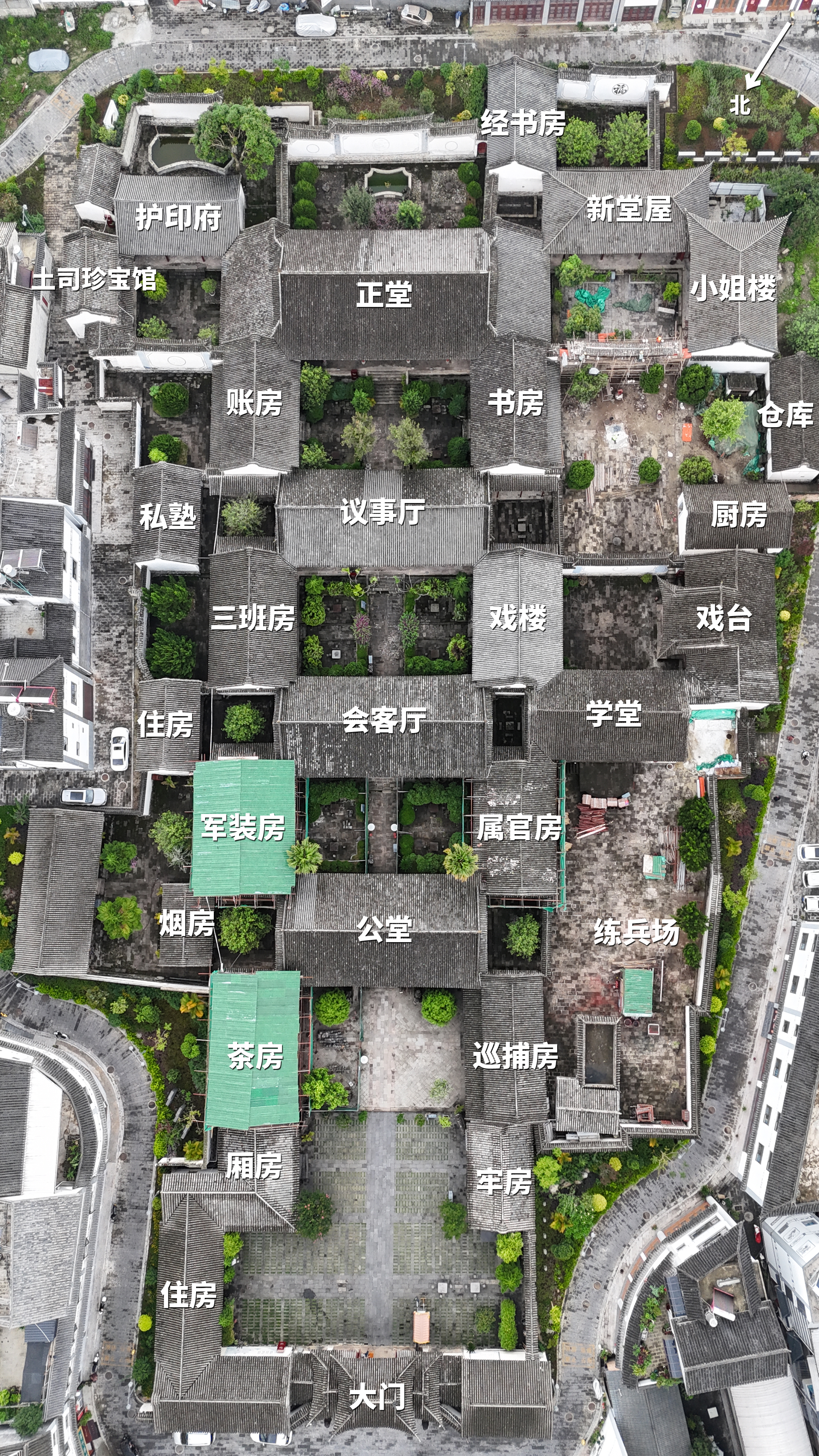
航拍
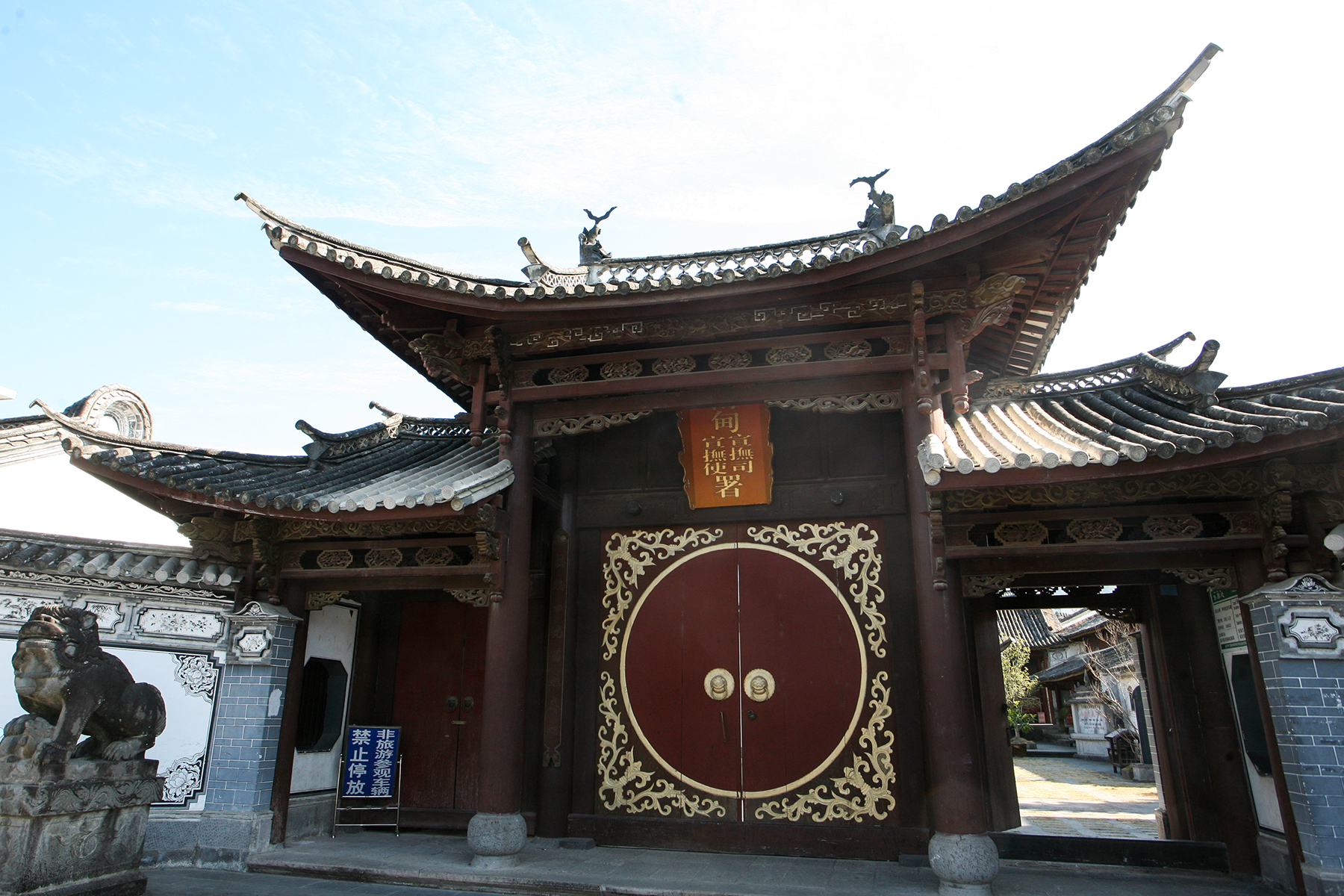
正门
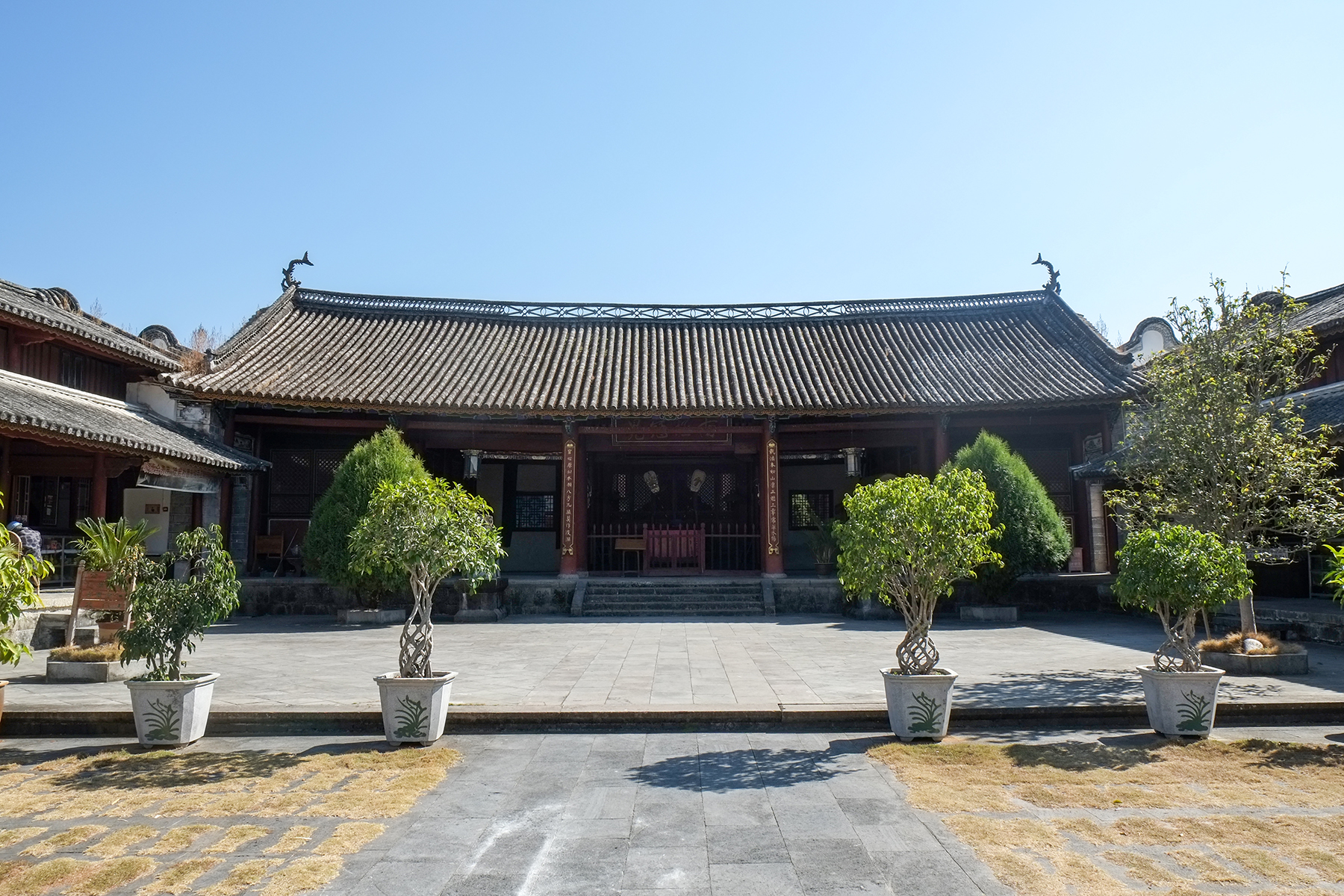
公堂
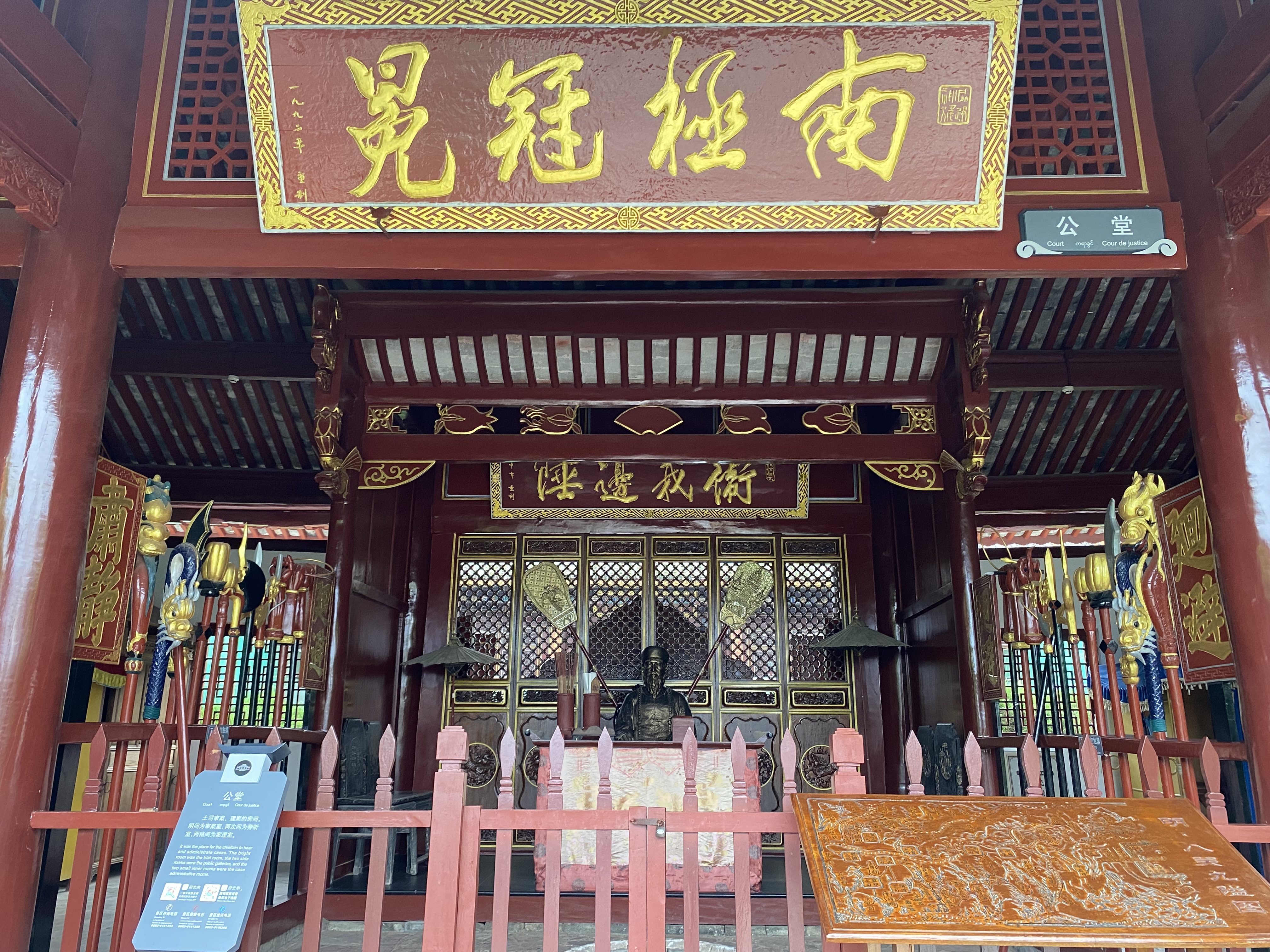
公堂
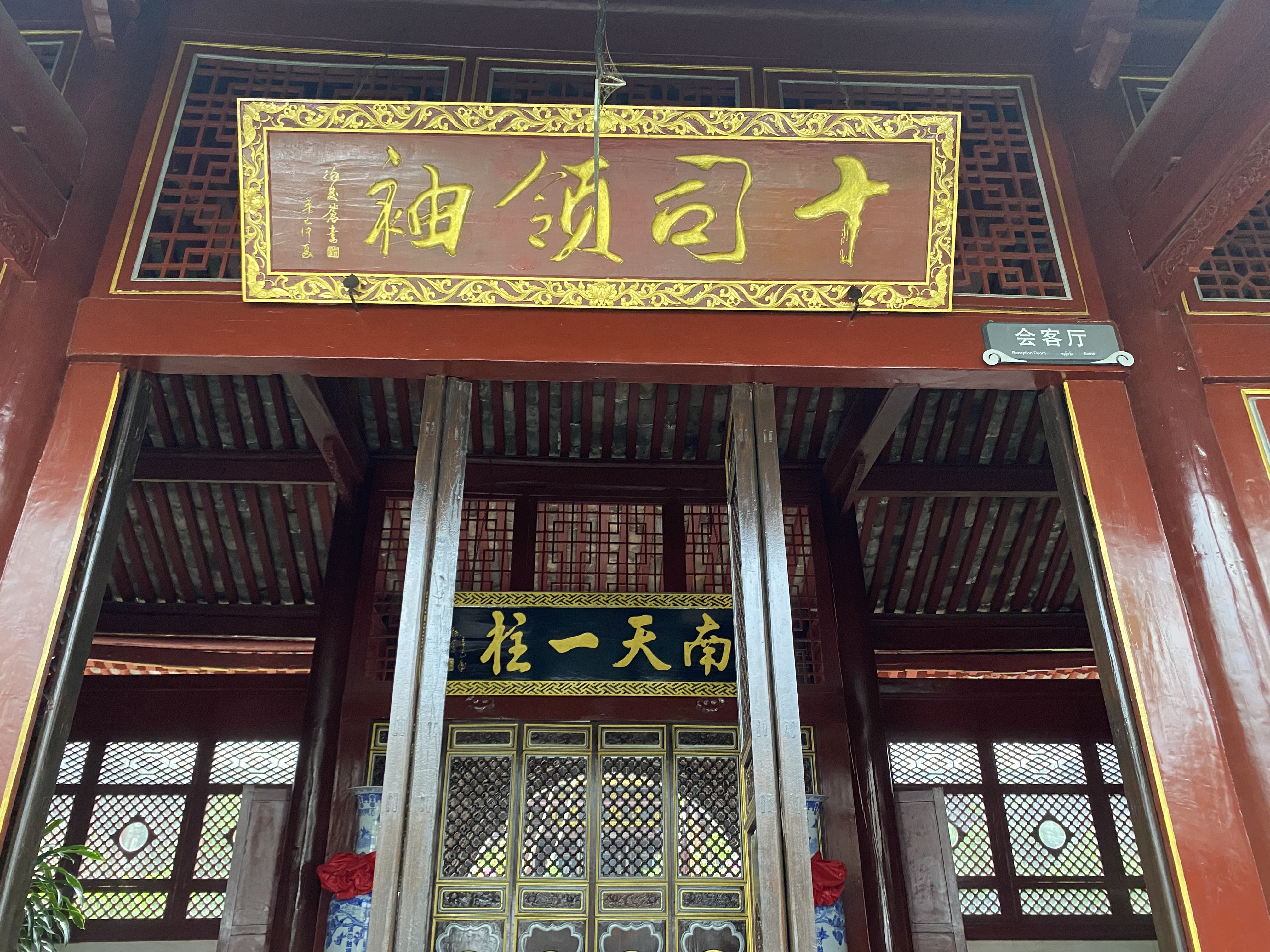
会客厅
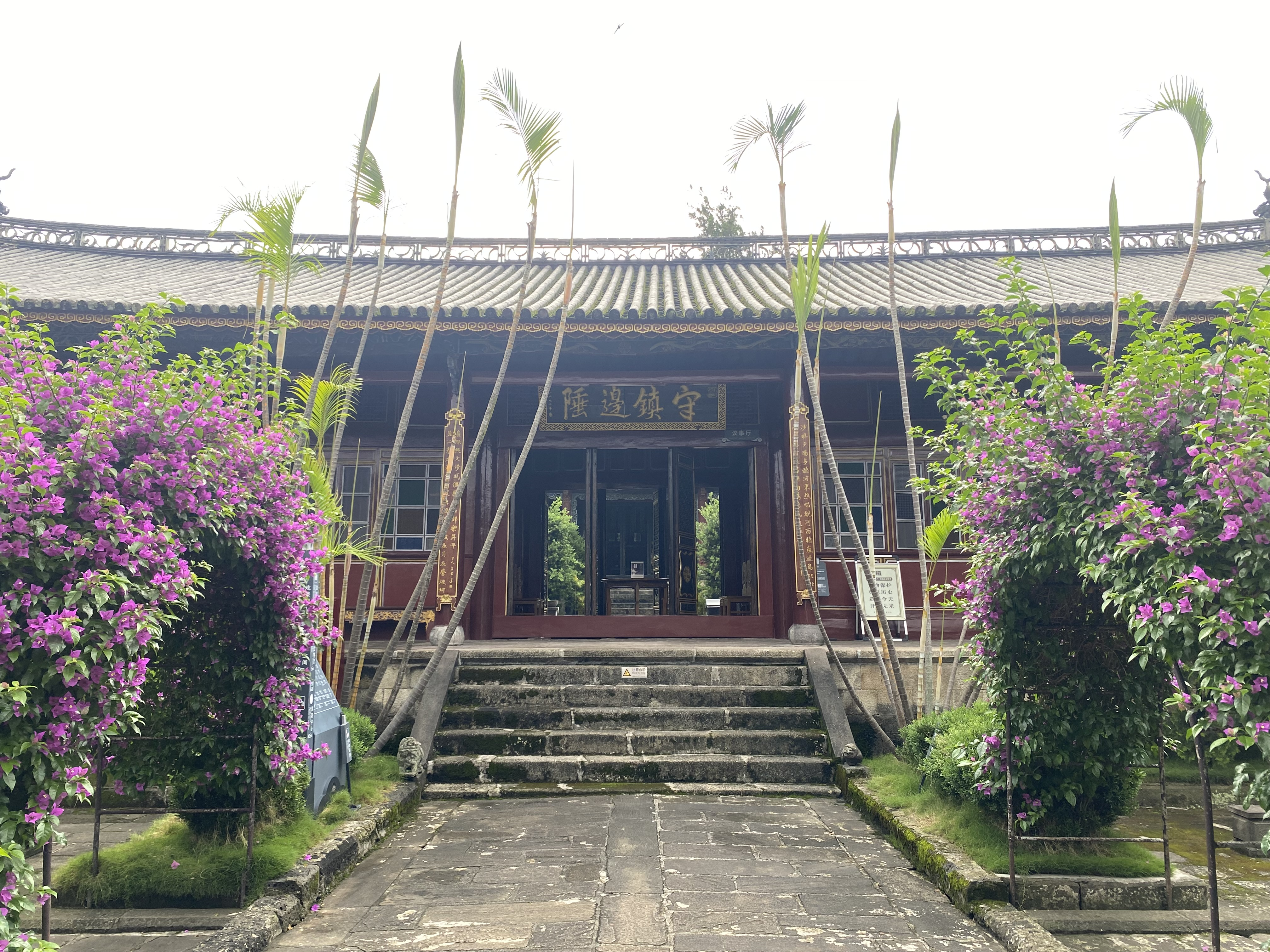
议事厅
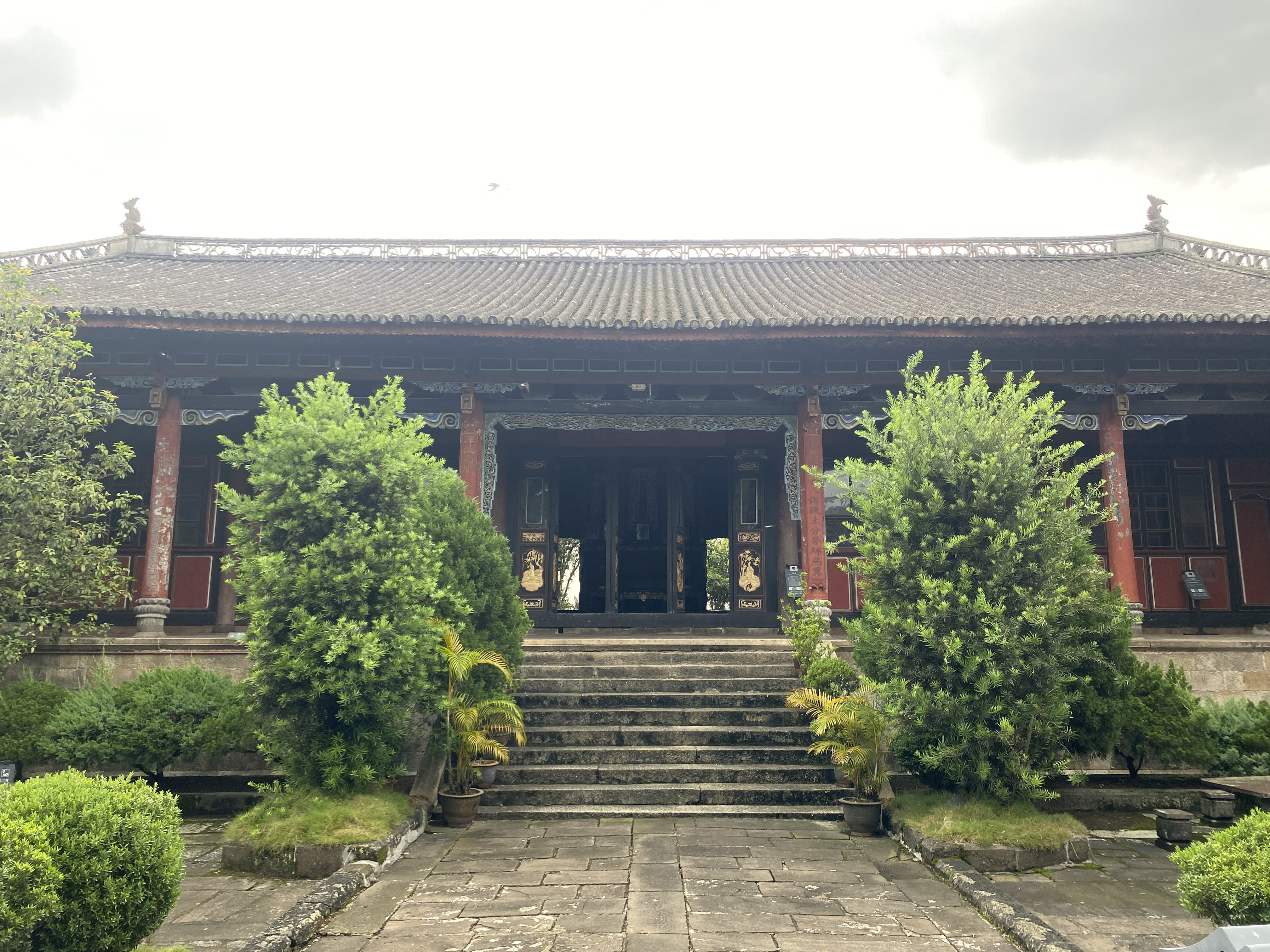
正堂
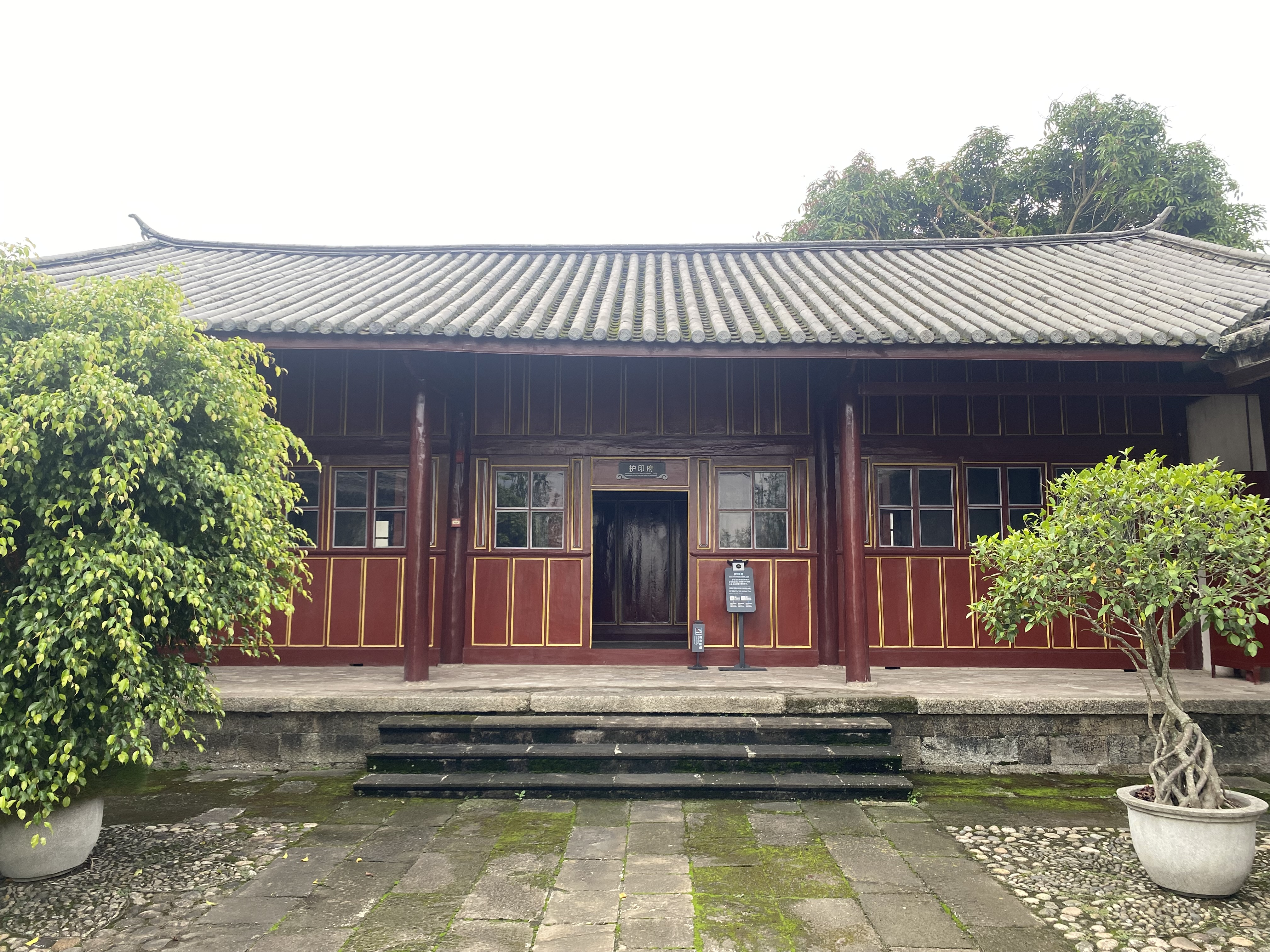
护印府
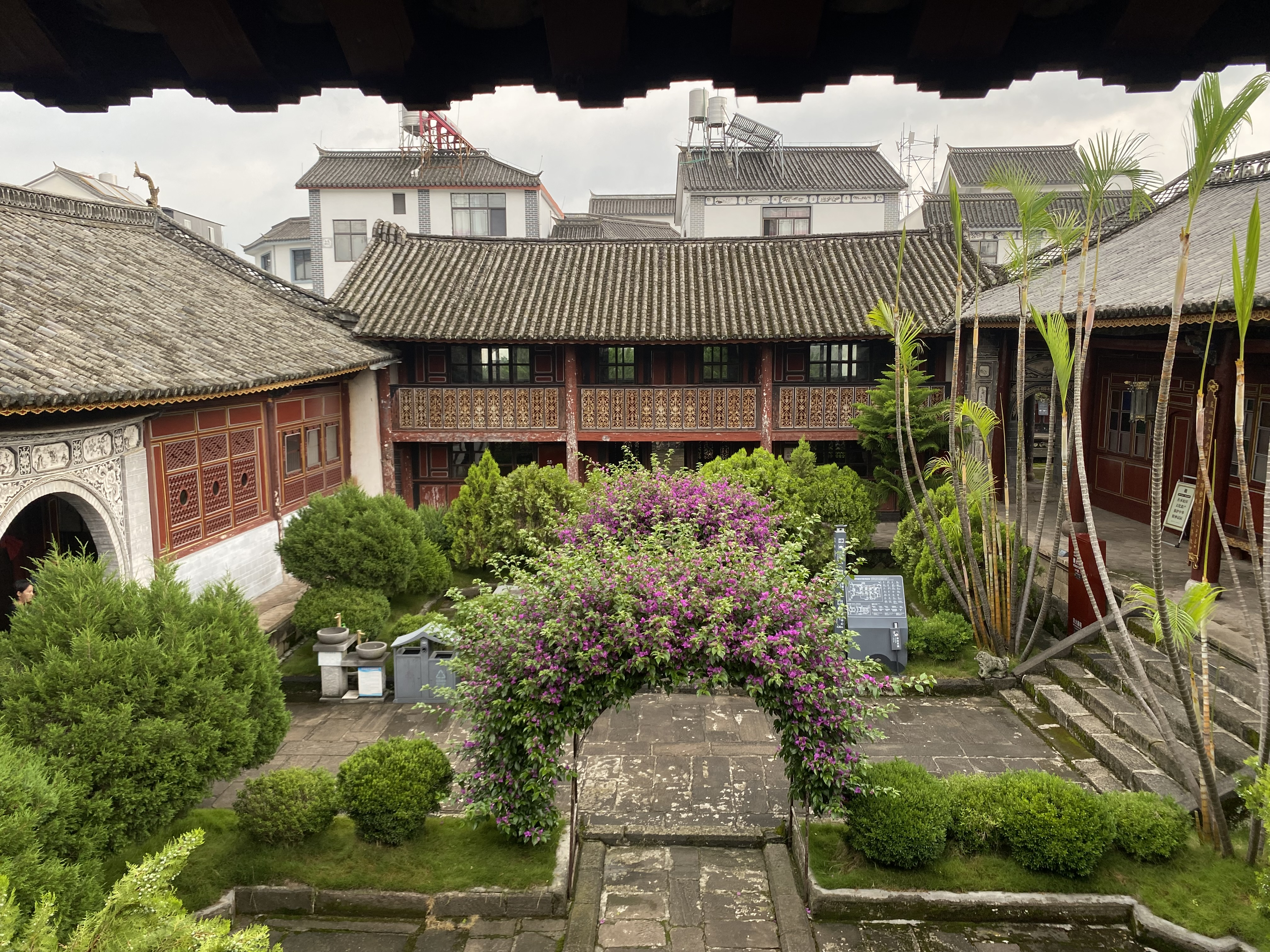
三院
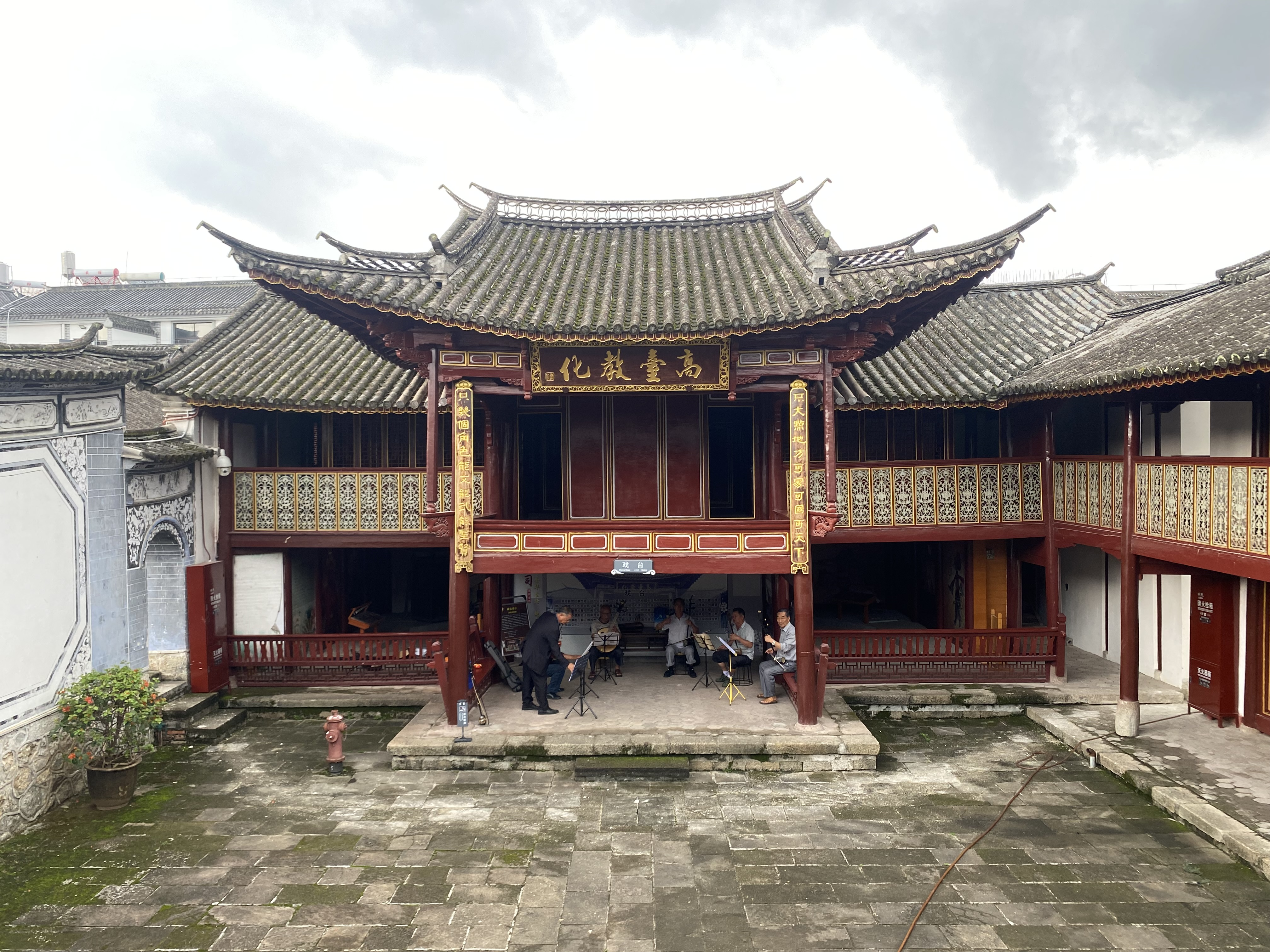
戏台